# Mopiopia
Mopiopia là một chi nhện trong họ Salticidae.